# With You 〜10年、20年経っても〜/KINGPIN
「With You 〜10年、20年経っても〜/KINGPIN」（ウィズ・ユー 〜10ねん、20ねんたっても〜/キングピン）は、日本のヒップホップMC・AK-69が発売した12作目でありメジャー2作目のシングル。

## 概要
- 前作「Flying B」から5ヶ月ぶり、Def Jam Recordingsとレーベル契約して初のシングル。
- 初回限定盤と通常盤の2形態で発売され、初回限定盤には表題曲「With You 〜10年、20年経っても〜」のミュージックビデオ、2016年2月27日に豊洲PITで行なれた一夜限りのプレミアム・ライブ「NON FICTION」から前作「Flying B」のライブ映像、自身の過去を巡るドキュメンタリー映像【Documentary of the “B”】が収録されたDVDが付属されていた。

## 収録曲
1. With You 〜10年、20年経っても〜  [4:58]
  - 作詞 : AK-69 / 作曲 : RIMAZI,AK-69

スローテンポなラブソング。デモとしてはDef Jam Recordingsと契約する前から存在していた楽曲で、ホテルでシャワーを浴びている時に急にサビの歌詞とメロディが降りてきたという。歌詞は自身の妻への想いが書かれている。
2. KINGPIN [5:09]
  - 作詞 : AK-69 / 作曲 : タイプライター,AK-69

初心と所信を表明した楽曲。ミュージックビデオは地元・愛知県の名古屋城をバックに撮影され、エキストラとして自身の知り合いが多数参加した。
3. With You 〜10年、20年経っても〜 -Instrumental- [4:58]
  - 作曲 : RIMAZI,AK-69
4. KINGPIN -Instrumental- [5:09]
  - 作曲 : タイプライター,AK-69

## 収録アルバム
- DAWN (#1,2)

## タイアップ
- TBS系列「ひるおび!」2016年7月期エンディング・テーマ (#1)